# Fernando Agnoletti
Fernando Agnoletti (Firenze, 6 marzo 1875 – Firenze, 25 novembre 1933) è stato uno scrittore e giornalista italiano.

## Biografia
Ventiduenne, nel 1897 partecipò alla guerra greco-turca con i volontari garibaldini guidati da Ricciotti Garibaldi. Rientrato in Italia, iniziò l'attività pubblicistica firmandosi Calandrino. Laureatosi in lettere, emigrò a Glasgow come lettore di italiano nella locale università. Nella città scozzese fondò il primo comitato Dante Alighieri della Gran Bretagna  e la rivista La riscossa latina.
Rientrato nella città natale, nel 1907 entrò in Massoneria nella Loggia "La Concordia" di Firenze.  Collaborò prima alla rivista La Voce e poi, seguendo Papini e Soffici, a Lacerba. Con lo scoppio del conflitto pubblicò articoli interventisti e compose l'inno Trento e Trieste  utilizzato nei combattimenti dai soldati italiani.
Dopo aver partecipato, come volontario, alla prima guerra mondiale, nel 1919 aderì al nascente movimento fascista, ne diresse alcuni periodici (Noi, L'Aratro), ricoprì incarichi nel Partito Nazionale Fascista. Scrisse, inoltre, un volumetto A.B.C. del giovane fascista (Firenze 1931).
Frutto delle sue esperienze di guerra è il volume di memorie Dal giardino all'Isonzo pubblicato nel 1917. Nel 1921 curò la pubblicazione, con il titolo Arciviaggio, degli scritti che un poeta contadino, toscano, Giovanni Bellini, conservava raccolti in un taccuino, quando fu ucciso da una granata in trincea nel 1915.
Conobbe ed ebbe relazioni con due note scrittrici dell'epoca: Sibilla Aleramo  e la poetessa Ada Negri. La sua corrispondenza con Giovanni Pascoli è stata raccolta e pubblicata dall'editore Bulzoni nel 1985.
Malato di cancro, durante l'ultima degenza ospedaliera, fu visitato più volte dalla Negri che gli fece dono di un rosario d'argento. Fernando chiese i conforti religiosi e volle portare con sé il rosario nella tomba. Dopo la sua morte, la Negri compose per lui una delle sue liriche più belle, I due rosari:
(A. Negri, I due rosari)

## Opere
- Limiti della osservazione etnologica nella Divina Commedia, Estratto da: Archivio per l'antropologia e la etnologia, Firenze, Tip. di M. Ricci, 1912.
- Trento e Trieste. Inno popolare per canto e pianoforte, Firenze, A. Forlivesi, 1915?
- Dal giardino all'Isonzo, Firenze, Libreria della Voce, 1917. Nuova ed. a cura e con note di Braccio Agnoletti, Firenze, Vallecchi, 1937.
- Per Carlo Delcroix: l'espugnatore di anime, Firenze, Vallecchi, 1924?
- Il bordone della poesia, Firenze Vallecchi, 1930.

### Introduzioni e commenti
- Giovanni Bellini, Arciviaggio, introduzione e note di F. Agnoletti, Firenze, Vallecchi, 1921. Nuova ed. in facsimile, Vallecchi, 2003. ISBN 88-8427-066-9.
- Carlo Delcroix, La leggenda di Roma, commento di F. Agnoletti, Roma, G. Berlutti Ed., 1924.

## Archivio
Il fondo Fernando Agnoletti è conservato presso la Fondazione Primo Conti Onlus, dove è stato ordinato e corredato di Inventario analitico, uscito a stampa nel volume Futurismo e Avanguardie, pubblicato  nel 1992.